# La P'tite Lilie
Ne doit pas être confondu avec La P'tite Lili ou La Petite Lili.

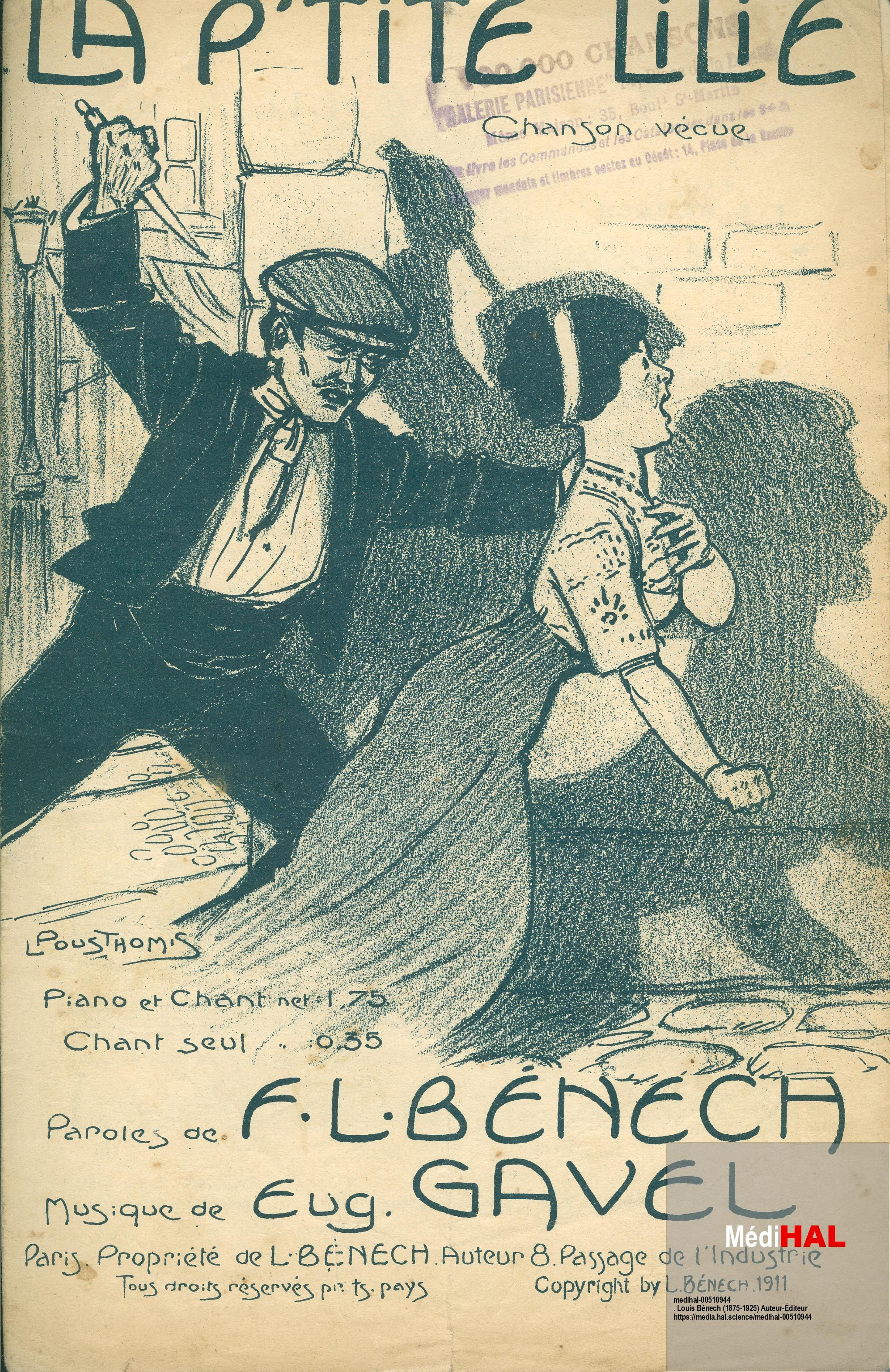
La P'tite Lilie.

La P'tite Lilie est une chanson du début du XXe siècle.
Paroles de Ferdinand-Louis Bénech, musique d’Eugène Gavel, éd. Bénech (LBP142), 1912
C'est une valse modérée.

## Texte
C’était un' gamin' de seize ans

Ayant perdu tous ses parents,

Une simple couturière

Sans toilette et sans manière,

Mais plus beaux que tous les trésors,

Elle avait de blonds cheveux d’or

Et des yeux bleus de mystère

Plus précieux encor…

Refrain

Trottinant gentiment le matin, le soir,

Il fallait la r'garder passer sur l'trottoir,

Toute jolie,

La p'tit' Lilie

Et chacun se disait devant ses grands yeux,

Où semblait se r'fléter tout l'azur des cieux

C'est un ange qui passe dans la vie,

La p'tit' Lilie

2

Un beau jour sans penser à mal

Ell' fit connaissance dans un bal

D’un rôdeur de la barrière,

Ell' se donna toute entière.

Mais lui qu'aimait pas travailler

Il lui fit quitter l'atelier

En lui disant tu vas m' faire

Un meilleur métier.

Refrain

Trottinant tristement quand venait le soir,

Il fallait la r'garder passer sur l' trottoir

Toujours jolie

La p'tit' Lilie

Et chacun se disait devant ses grands yeux

Où semblait se r'fléter tout l'azur des cieux

Ell' n'est pas fait' pour cette vie

La p'tit' Lilie

3

Mais bientôt elle en eut assez

Alors ell' voulut se sauver

C'était l’heure où l' gaz s’allume

Il la suivit dans la brume.

Lâch'ment, comme une brute, dans le dos

Il lui planta son grand couteau,

Ell' tomba sur le bitume

Sans dire un seul mot

Refrain

Un agent qui faisait sa tournée le soir,

La trouva étendue morte sur le trottoir

Toujours jolie

La p'tit' Lilie

Car la mort avait mis dans ses grands yeux bleus

Un sourir' comme en ont les ang's dans les cieux,

Elle est r'montée dans sa patrie

La p'tite Lili'

## Interprètes
Cette chanson a été sans cesse ré-enregistrée depuis sa création.
- Vorelli
- Jean Lumière
- Lili Bontemps
- Annie Flore
- Lina Margy

## Précisions
Ce texte est la transcription exacte de celui publié sur les petits formats originaux de l’édition Bénech (orthographe et élisions). Les interprètes successifs ayant enregistré la chanson ont souvent modifié les paroles (inversion ou changements des mots).

## Adaptation au cinéma
- La P'tite Lili, court métrage français réalisé par Alberto Cavalcanti en 1927.